# Lucius Porcius Licinus (Prätor)
Lucius Porcius Licinus war ein Mitglied des römischen Plebejergeschlechts der Porcier und 207 v. Chr. Prätor.

## Leben
Lucius Porcius Licinus war der Sohn eines nicht näher bekannten Marcus Porcius Licinus. Er wird zuerst während des Zweiten Punischen Krieges unter dem Jahr 211 v. Chr. genannt, als er sich laut dem römischen Geschichtsschreiber Titus Livius als Legat beim Kampf um das von den Römern belagerte Capua besonders hervorgetan haben soll. 210 v. Chr. hatte er den Posten eines plebejischen Ädils inne, stiftete mit seinem Amtskollegen Quintus Catius Statuen für die Göttin Ceres, die er mit eingehobenen Strafgeldern bezahlte, und führte prächtige Spiele durch.
Mit drei weiteren römischen Adligen wurde Porcius Licinus 207 v. Chr. Prätor und übernahm in dieser Funktion das Kommando über zwei Legionen in Gallia cisalpina, also dem heutigen Norditalien. Gemäß einer abweichenden Überlieferung der römischen Annalistik sei er hingegen Proprätor gewesen. Inzwischen war Hannibals jüngerer Bruder Hasdrubal von Spanien aus über die Pyrenäen nach Gallien gezogen, hatte keltische Söldner angeworben und war im Frühling 207 v. Chr. mit etwa 30.000 Mann über die Alpen in die Poebene gelangt. Das strategische Ziel war die Vereinigung mit seinem Bruder Hannibal. Als Statthalter der Gallia cisalpina sah sich Porcius Licinus zuerst mit dem Vormarsch Hasdrubals konfrontiert, doch wird seine Beteiligung am Kampf gegen Hasdrubal nur von Livius, nicht aber von anderen Quellen wie dem nur auszugsweise erhaltenen Polybios oder Appian erwähnt.
Nach der livianischen Darstellung beschränkte Porcius Licinus sich zunächst auf kleinere Überfälle und Attacken auf den vorstoßenden Hasdrubal, ohne eine entscheidende Schlacht zu wagen, da er über viel geringere Streitkräfte als sein punischer Gegner verfügte. Bei Sena Gallica am umbrischen Fluss Metaurus konnte er seine Armee dem Konsul Marcus Livius Salinator zuführen und errichtete ein eigenes Lager neben jenem des Konsuls. Zunächst entschieden sich die Römer für eine abwartende Kriegsführung, bis der zweite Konsul Gaius Claudius Nero des Nachts bei ihnen eintraf. Dieser war Hannibal gegenübergestanden und hatte sich nach seiner Informierung über die gegnerischen Kriegspläne mit Elitetruppen rasch zur Vereinigung mit Livius Salinator aufgemacht, während er sein Hauptheer zurückgelassen hatte, um Hannibal eine Verfolgung sehr zu erschweren. Um Hasdrubal über die eingetroffenen Verstärkungen zu täuschen, wurde Claudius Neros Armee in die beiden bereits aufgeschlagenen Lager verteilt, anstatt für sie eine weitere Verschanzung zu erbauen. Trotzdem entging dieser Truppenzuzug der Aufmerksamkeit des punischen Heerführers nicht, der sich daher zum Abzug entschloss. Die vereinigten römischen Streitkräfte verfolgten ihn aber unverzüglich und erreichten schließlich, dass sich Hasdrubal mit dem Rücken zum Metaurus zum Kampf stellen musste. So kam die Schlacht am Metaurus zustande, in der Porcius Licinus laut Livius das römische Zentrum kommandierte. Er hatte daher jene gegnerische Attacke zu parieren, die mit den im Zentrum der punischen Aufstellung stehenden Kriegselefanten und den dahinter positionierten ligurischen Kontingenten vorgetragen wurde. Der den rechten römischen Flügel befehligende Claudius Nero führte mit einem geschickten taktischen Manöver den Sieg der Römer herbei. Hasdrubal verlor in der Schlacht sein Leben.
Später taucht Lucius Porcius Licinus in der Überlieferung nicht mehr auf; sein gleichnamiger Sohn wurde 184 v. Chr. Konsul.